# Najeh Braham
Najeh Braham (ur. 20 maja 1977 w Bembli) – tunezyjski piłkarz występujący na pozycji napastnika, a także trener. Karierę rozpoczynał w US Monastir. Grał jeszcze między innymi w Eintrachcie Trewir, Sportfreunde Siegen, Rot-Weiß Erfurt oraz FC Erzgebirge Aue.